# Litosfera

Struttura della Terra: la litosfera è contrassegnata dalla parentesi graffa numero 4.

La litosfera (dal greco: λίθος (lithos) = "pietra, roccia" + σφαῖρα (sphaira) = "sfera", vale a dire "sfera rocciosa") è la parte esterna più rigida del pianeta Terra, comprendente la crosta terrestre e la porzione del mantello esterno, fino all'astenosfera, mantenendo un comportamento elastico.

## Storia
Il concetto di litosfera come strato esterno rigido della Terra fu sviluppato nel 1914 da Joseph Barrell. Il concetto si basava sulla presenza di alcune anomalie nella gravità della crosta continentale, dalla quale fu dedotta l'idea di uno strato più duro esterno (chiamato litosfera) soprastante uno strato meno rigido e fluido, chiamato astenosfera. Questa ipotesi fu espansa nel 1940, e in seguito ampiamente accettata in campo geologico e geofisico ancor prima dello sviluppo della moderna tettonica delle placche, per la quale i concetti di una litosfera rigida soprastante una zona fluida sono molto essenziali.

### Caratteristiche generali

Le placche tettoniche della litosfera terrestre.

La litosfera è la parte solida e inorganica della Terra che comprende la crosta terrestre e la porzione più superficiale del mantello superiore, per uno spessore complessivo variabile tra i 70-75 km in corrispondenza dei bacini oceanici e i 110-113 km al di sotto dei continenti. La suddivisione in litosfera e astenosfera degli involucri esterni della terra si basa su caratteri esclusivamente reologici, cioè di comportamento dei materiali sottoposti a sforzi a essi applicati: la litosfera ha comportamento reologico rigido, ed è in grado di produrre terremoti; l'astenosfera è facilmente deformabile e non produce sismi.
Un altro modo di classificare gli involucri esterni della terra è quello classico che si basa sulla composizione degli stessi: si parla allora di crosta e mantello. Il limite fra crosta e mantello rappresenta un'importante discontinuità composizionale e sismologica che prende il nome di discontinuità di Mohorovičić (Moho), dal nome del sismologo Mohorovičić che la propose nel 1909. La Moho è completamente compresa entro la litosfera, in quanto la crosta è mediamente spessa una trentina di km.
Nella zona crostale le onde sismiche P ed S aumentano leggermente di velocità, mentre nel mantello superiore l'aumento è decisamente più marcato. Ad una profondità compresa tra i 70 e i 120 km tali onde subiscono un rallentamento; tale zona viene considerata come il limite di profondità della litosfera; al di sotto è presente una zona dalle diverse proprietà sismologiche, l'astenosfera. Lo spessore della litosfera viene ritenuto come la profondità dell'isoterma associata alla transizione tra comportamento viscoso e fragile.
La suddivisione geologica fra litosfera e astenosfera non va confusa con la suddivisione chimica in mantello e crosta terrestre.
La litosfera è frammentata in una serie di placche tettoniche o litosferiche, ai cui margini si concentrano i fenomeni geologici endogeni, come il magmatismo (incluso il vulcanismo), la sismicità e la orogenesi. Le placche possono essere oceaniche o miste, coperte in parte dalla crosta di tipo continentale.

### Suddivisioni della litosfera
La litosfera viene ulteriormente suddivisa in:
- la litosfera oceanica, associata alla crosta oceanica.
- la litosfera continentale, associata alla crosta continentale.

#### Differenze tra litosfera oceanica e continentale

Sezione della struttura della Terra e processi geologici collegati alla subduzione

La litosfera oceanica è spessa all'incirca fra i 100 e i 150 km (ma al di sotto delle dorsali oceaniche non è più spessa della crosta), mentre quella continentale ha uno spessore che va dai 40 ai 200 km; la zona più superficiale fino a 30 o 50 km di profondità è la tipica crosta. La parte del mantello della litosfera consiste principalmente di peridotite ed è più densa della litosfera continentale, ed è separata dalla crosta dalla discontinuità di Mohorovičić.
La litosfera oceanica consiste principalmente di crosta femica e mantello ultrafemico (peridotite) ed è più densa della litosfera continentale, nella quale il mantello è associato a crosta composta di rocce felsiche. La litosfera oceanica si inspessisce man mano che si allontana dalla dorsale oceanica. Questo fenomeno avviene per raffreddamento conduttivo, che converte l'astenosfera calda in mantello litosferico, e causa l'incremento di densità della litosfera oceanica in funzione del tempo, che può essere espresso da: 
{\displaystyle \,h\,\sim \,2\,{\sqrt {\kappa t}}}
dove {\displaystyle h} è lo spessore del mantello oceanico, {\displaystyle \kappa }  è la diffusività termica (circa 10-6 m2/s), e {\displaystyle t} è il tempo. L'ispessimento è quindi proporzionale alla radice quadrata del tempo.
La litosfera oceanica è inizialmente meno densa dell'astenosfera per le prime decine di milioni di anni, ma poi diviene sempre più densa dell'astenosfera. L'instabilità gravitazionale della litosfera oceanica matura ha l'effetto di farla invariabilmente sprofondare nelle zone di subduzione al di sotto della litosfera, sia continentale che oceanica. Nuova litosfera oceanica viene costantemente prodotta nelle dorsali medio-oceaniche e viene "riciclata" indietro nel mantello attraverso le zone di subduzione. Come risultato, la litosfera oceanica è molto più giovane di quella continentale: la più vecchia litosfera oceanica ha circa 170 milioni di anni, mentre alcune parti della litosfera continentale risalgono a due miliardi di anni fa. Le parti più antiche della litosfera continentale celano dei cratoni, e lì la litosfera-mantello è più spessa e meno densa del normale. La relativa bassa densità di queste "radici di cratoni" del mantello aiuta a stabilizzare tali regioni.

### Subduzione della litosfera
Studi geofisici dell'inizio del XXI secolo hanno rilevato che consistenti parti della litosfera sono state soggette ad un processo di subduzione che le ha portate a sprofondare fino a 2900 km, cioè vicino al confine tra mantello e nucleo;  alcune galleggiano nel mantello superiore, mentre altre ancora sprofondano nel mantello fino a 400 km di profondità, rimanendo però ancora collegate con la soprastante placca continentale come nel modello della "tectosfera".

### Xenoliti del mantello
È possibile studiare direttamente la natura del mantello subcontinentale esaminando la xenolite portata in superficie nella kimberlite e in altri camini vulcanici. La storia di queste xenoliti è stata investigata con molti metodi, inclusa l'analisi dell'abbondanza degli isotopi di Osmio e Renio. Tali studi hanno confermato che la litosfera del mantello al di sotto di alcuni cratoni si è mantenuta per un periodo di oltre tre miliardi di anni, nonostante i flussi associati alla tettonica delle placche.